# TAROM
TAROM (pronunciato "ta-rom", legalmente Compania Națională de Transporturi Aeriene Române TAROM S.A.) è la compagnia di bandiera e la più antica compagnia aerea attualmente operativa della Romania, con sede a Otopeni vicino a Bucarest. La sua sede e il suo hub principale si trovano presso l'aeroporto Internazionale Henri Coandă. Al 2025 è la prima e più grande compagnia aerea che opera in Romania sulla base di destinazioni internazionali, voli internazionali e la terza per dimensioni della flotta e passeggeri trasportati.
Il nome del marchio è un acronimo dal rumeno: Transporturile Aeriene Române (trasporto aereo rumeno). Oltre il novantasette percento (97,22%) di TAROM è di proprietà del governo rumeno (Ministero dei trasporti). La compagnia aerea ha trasportato quasi 2,75 milioni di passeggeri nel 2018, con un load factor medio del 74%. La compagnia è entrata a far parte di SkyTeam il 25 giugno 2010.

## Storia

### I precursori
La storia della compagnia aerea può essere fatta risalire al 1920, quando venne fondata la CFRNA (French-Romanian Company for Air Navigation). Il 13 aprile 1920, la società registrò la propria sede in Rue Rivoli 194, a Parigi. Un decreto emanato il 26 aprile 1920 istituì la Direcțiunea Aviației (Direzione dell'Aviazione), subordinata al Ministero delle Comunicazioni. Nello stesso anno, il Regno di Romania offrì i diritti di sfruttamento della CFRNA. Il paese offriva alla compagnia aerea due aeroporti: uno ad Arad e un altro a Bucarest-Băneasa. La compagnia utilizzava i Potez 15 di fabbricazione francese per i servizi passeggeri/posta tra Parigi e Bucarest attraverso diverse città dell'Europa centrale. Nel 1925, la città di Galați divenne la prima destinazione in Romania servita da voli regolari seguita, dal 24 giugno 1926, da un servizio per Iași e Chişinău. Dieci de Havilland DH.9 e cinque Ansaldo A.300, oltre ai Potez, costituivano la flotta.

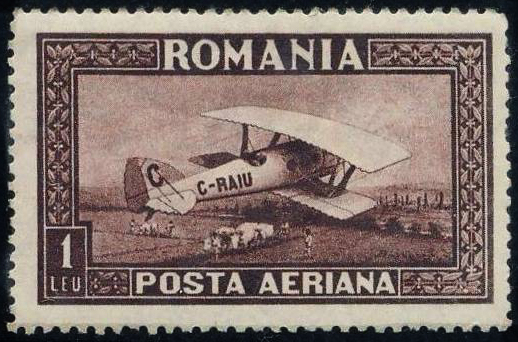
Un Blériot-SPAD S.46 della compagnia visto su un francobollo.

Nel 1928 la compagnia aerea cambiò nome in SNNA (Serviciul Național de Navigație Aeriană). Il 9 luglio 1930, la compagnia adottò il nome LARES (Liniile Aeriene Române Exploatate de Stat) mentre il 20 luglio 1937 vide la fusione di LARES con il suo concorrente, SARTA (Societatea Anonimă Română de Transporturi Aeriene).

### Dopo la Seconda Guerra Mondiale

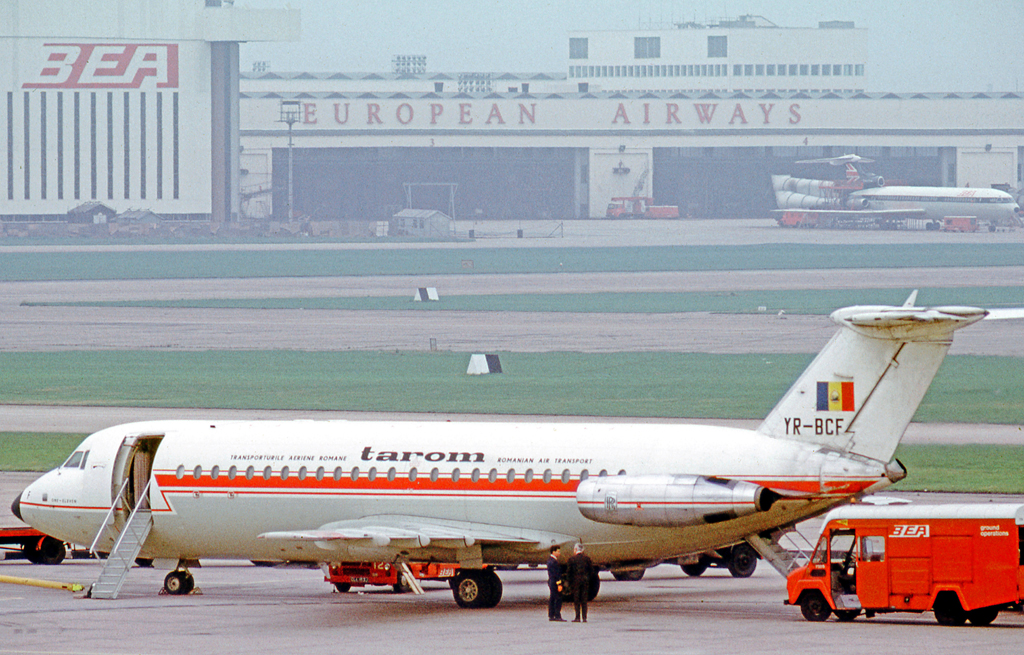
Un BAC One-Eleven a Londra nel 1971.

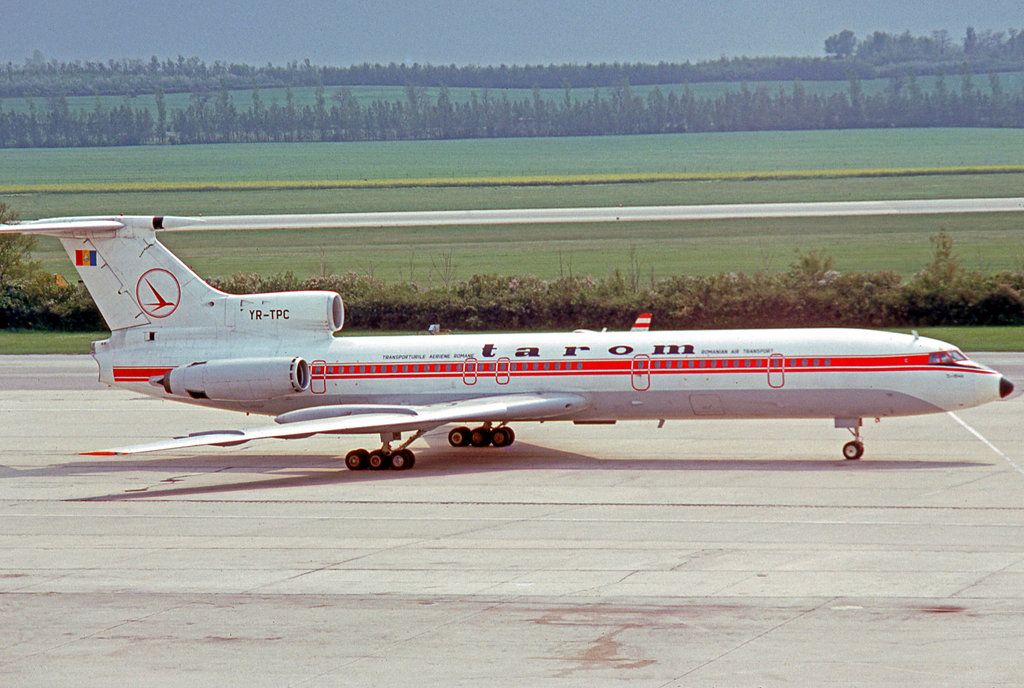
Un Tupolev Tu-154 a Vienna nel 1977.

Immediatamente dopo la seconda guerra mondiale, nel 1945, quando l'Unione Sovietica aveva esteso la sua influenza in tutta l'Europa orientale, una nuova riorganizzazione sostituì LARES con TARS (Transporturi Aeriene Româno-Sovietice), di proprietà congiunta dei governi della Romania e dell'Unione Sovietica. Le operazioni nazionali furono avviate da Bucarest (aeroporto di Băneasa) il 1º febbraio 1946, quando TARS incorporò tutti i servizi e gli aerei dalla LARES.
Nel decennio successivo, la quota sovietica della compagnia fu acquistata dal governo rumeno e, il 18 settembre 1954, la compagnia adottò il nome di TAROM (Transporturi Aeriene Române, Romanian Air Transport). Nel 1960, TAROM volava in una dozzina di città in tutta Europa. Il 1966 vide il suo primo volo transatlantico. Il 14 maggio 1974, la compagnia lanciò un servizio regolare per New York City (aeroporto Internazionale John F. Kennedy).
Come parte del gruppo regionale di compagnie aeree all'interno degli stati del blocco orientale, durante gran parte della sua storia TAROM operò con aerei di progettazione sovietica. Questi includevano Lisunov Li-2, Ilyushin Il-14, Ilyushin Il-18, Ilyushin Il-62, Antonov An-24 e Tupolev Tu-154. Come nel caso di molte altre nazioni, l'Il-62 fu il primo aereo di linea a lungo raggio ad essere messo in funzione dalla Romania, nel 1973. Cinque esemplari (tre Il-62 e due Il-62M) erano di proprietà di TAROM, che li noleggiava anche ad altri operatori.
Un'eccezione agli aerei di costruzione sovietica fu fatta nel 1968, quando TAROM acquistò sei BAC One-Eleven 400 per destinazioni europee e del Medio Oriente, e nel 1974 quando acquistò Boeing 707 per condividere le sue operazioni a lungo raggio con gli Il-62. Furono fatti dei piani per acquisire anche i Vickers VC10, ma alla fine i sovietici non lo permisero e gli fecero acquistare invece altri Il-62. Con 59 aeromobili in funzione, alla fine degli anni '70, TAROM aveva la più grande flotta nel blocco orientale, dopo Aeroflot.
Nel 1978 venne firmato un contratto con il Regno Unito che consentiva a Rombac di produrre il BAC One Eleven a Romaero, vicino a Bucarest. Nel frattempo, i 707 e gli Il-62 operavano a New York (via Amsterdam, poi Londra e infine Vienna), Abu Dhabi-Bangkok-Singapore e Karachi-Pechino. TAROM era l'unica compagnia aerea del blocco orientale ad operare voli per Tel Aviv, Israele.
Durante la metà degli anni '80, TAROM noleggiò i Tupolev Tu-154 alla Guyana Airways per operare tra Georgetown, Guyana, verso il Sud America, Miami e New York City.

### Gli anni '90
Dopo il crollo del regime comunista nel 1989, la compagnia aerea, gestendo una flotta di 65 velivoli di sei tipi, fu in grado di acquisire più jet di fabbricazione occidentale. Nel 1992, TAROM acquistò 3 Airbus A310, soprannominati: "Transilvania" (YR-LCA), "Moldova" (YR-LCB) e "Muntenia" (YR-LCC). Nel 1993, TAROM introdusse voli a lungo raggio per Montreal e Bangkok utilizzando gli Ilyushin Il-62 e gli Airbus A310. L'Airbus A310 YR-LCC si unì alla flotta il 10 aprile 1994 per poi schiantarsi vicino a Balotești il 31 marzo 1995.
Durante gli anni '90, TAROM sostituì la sua flotta a lungo raggio di Boeing 707 e Il-62 con gli Airbus A310 (l'ultimo Il-62 venne venduto nel 1999).

### Dal 2000

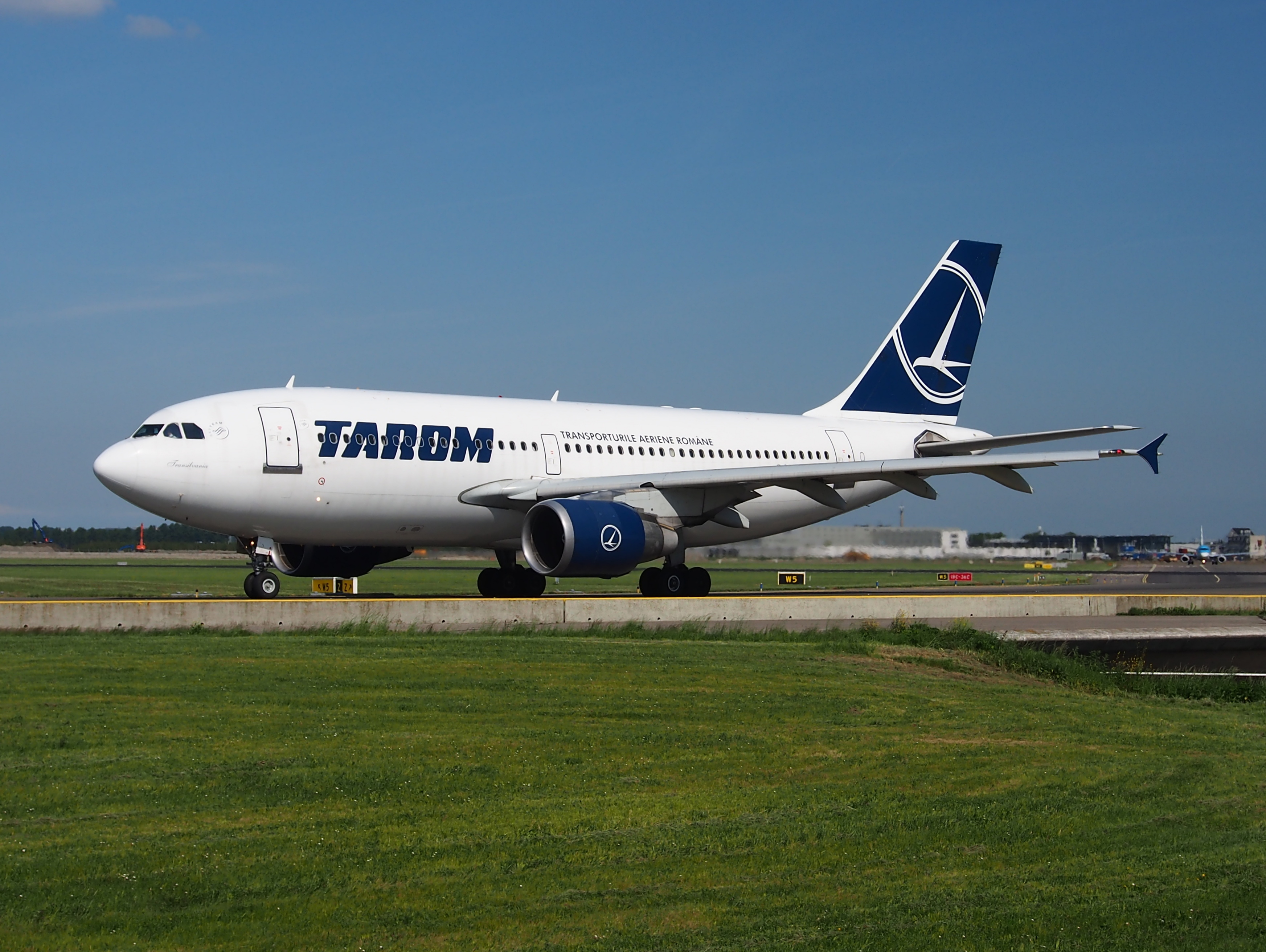
Un Airbus A310 ad Amsterdam nel 2014.

TAROM si stava riprendendo da un periodo difficile iniziato negli anni '90, quando si erano registrate perdite fino a 68 milioni di dollari all'anno, causate da rotte non redditizie. All'inizio del nuovo millennio, la compagnia avviò un programma che mirava a ripristinare la redditività. Ciò venne ottenuto interrompendo i servizi intercontinentali in perdita. Nel 2001, la compagnia cancellò i suoi servizi a lungo raggio non redditizi per Bangkok e Montreal e interruppe anche i servizi per le sue rimanenti destinazioni intercontinentali di Chicago nel 2002 e Pechino e New York City nel 2003. TAROM interruppe i servizi nazionali in perdita per Craiova, Tulcea, Caransebeș e Costanza per concentrare la sua attività verso destinazioni chiave in Europa e Medio Oriente. TAROM decise di concentrare le sue operazioni su Bucarest (aeroporto Internazionale Henri Coandă) e sull'aeroporto Internazionale di Cluj-Napoca (CLJ) e avviò voli internazionali diretti dall'aeroporto Internazionale di Sibiu. Il 2004 fu il primo anno redditizio dell'ultimo decennio. Entro il 2005, TAROM tentò di vendere tre volte la sua flotta di A310, che era parcheggiata dal 2003.
Un programma di aggiornamento della flotta è iniziato nel 2006 con l'acquisizione di quattro Airbus A318, tre Boeing 737-800 e due ATR 72-500, che ha portato a un aumento della flotta a 26 aerei entro il 2009.
Dal 2003 al 2007, la compagnia aerea ha speso 1 milione di euro all'anno per preservare "Moldova" e la "Transilvania". Nel 2007, ha modernizzato i suoi due Airbus A310 nello stabilimento Airbus di Bordeaux. Dopo essere stati ricondizionati, la coppia è stata utilizzata nei voli di medio raggio, che non ebbero successo.
La compagnia aveva un programma frequent flyer "Smart Miles", che è stato trasformato in Flying Blue il 5 giugno 2010. Per diverse rotte internazionali sono in vigore accordi di code-share con compagnie aeree partner straniere. Il 25 giugno 2010, TAROM è entrata a far parte di SkyTeam come tredicesimo membro dell'alleanza.
Dal novembre 2012, in conformità con la legislazione rumena sulle società statali, TAROM è stata guidata da un manager privato, il belga Christian Heinzmann, che ha occupato la posizione di CEO fino a marzo 2016. Durante la guida di Heinzmann, la società ha ridotto le sue perdite finanziarie di più del 75%, ha aumentato il numero di passeggeri annuali fino a un record di 2,4 milioni e ha stabilizzato il fattore di carico intorno al 70%. Tuttavia, ampie riforme come il rinnovo e l'armonizzazione della flotta, nonché l'istituzione di centri di profitto come i servizi TAROM Maintenance e TAROM Charter, non sono state realizzate a causa della costante mancanza di una decisione da parte del consiglio di amministrazione della società.
Il 12 settembre e il 29 ottobre 2016, TAROM ha ritirato i suoi due Airbus A310-300 rimanenti dopo i voli finali da Madrid a Bucarest. Gli A310 sono stati sostituiti da nuovi aeromobili più piccoli. Nel maggio 2017, TAROM ha ricevuto il suo primo di due Boeing 737-800 in leasing. Altri due 737-800 ex-Malaysian Airlines sono stati aggiunti alla flotta nel 2018 ed è stato firmato un contratto per cinque Boeing 737 MAX 8 con consegne che dovrebbero iniziare nel 2023. Il 27 dicembre 2019, il Ministero dei Trasporti ha annunciato che 9 nuovi ATR 72-600 noleggiati da Nordic Aviation Capital per un periodo di 10 anni sostituiranno gli attuali ATR 42-500 e ATR 72-500, prodotti rispettivamente nel 1999-2000, nel 2009. TAROM ha ricevuto i primi quattro aeromobili nel febbraio 2020, con il primo, registrato con codice YR-ATJ, che è atterrato a Bucarest il 18 febbraio 2020, alle 14:50 EET.

## Identità aziendale

### Proprietà
TAROM è una società di proprietà statale, con struttura azionaria come segue:
- Governo della Romania, 97,22%
- Bucharest Airports National Company, 1,46%
- ROMATSA R.A. (1,24%)
- Societatea de Investiții Financiare Muntenia (0,08%)

### Logo e livrea
Il logo TAROM, che rappresenta una rondine in volo, è stato utilizzato a partire dal 1954. La livrea degli anni '70 aveva il logo sulla coda dipinto in rosso, con una cheatline rossa. La livrea introdotta all'inizio degli anni '90 (sugli Airbus A310) è in uno schema generale bianco con i titoli e l'impennaggio dipinti in blu scuro. L'attuale combinazione di colori (introdotta nel 2006 sull'A318) è una versione leggermente modificata della precedente, con un logo sovradimensionato sulla coda e anche i motori dipinti in blu scuro.

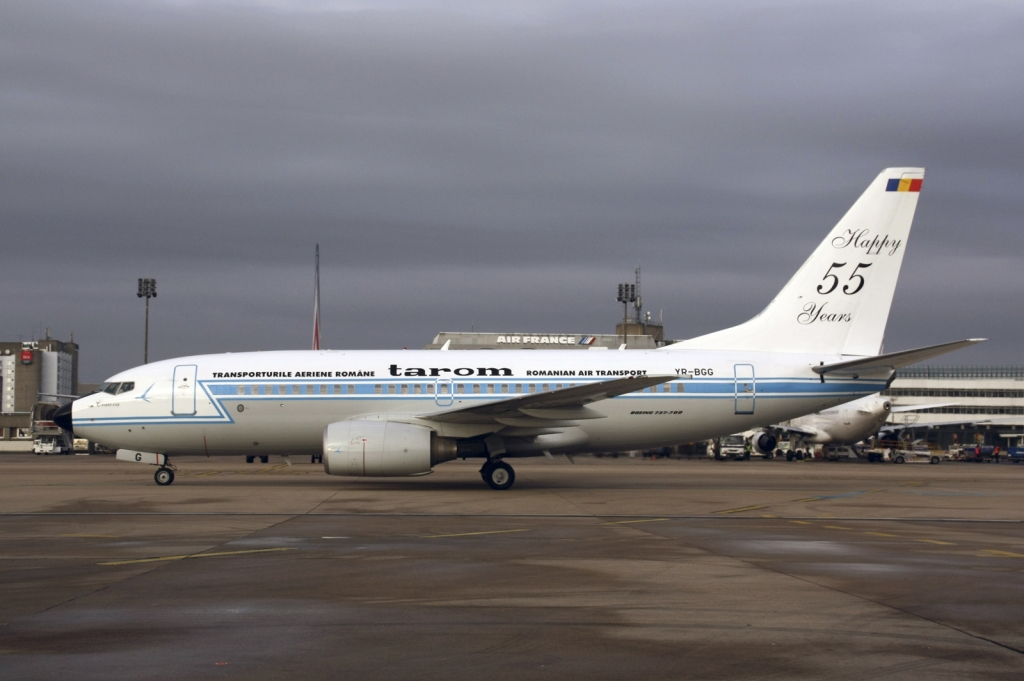
Il 737-700 dipinto nella vecchia livrea.

Tutti gli aerei della flotta ricevono un "nome" che è un toponimo rumeno. Ad esempio, i nomi degli ATR sono legati ai fiumi della Romania, i Boeing portano nomi di città rumene, gli aerei a lungo raggio di Airbus portavano nomi di province storiche rumene, mentre gli Airbus A318 portano nomi di pionieri dell'aviazione rumena.
Nel 2009, in occasione del 55º anniversario della compagnia, un Boeing 737-700 (YR-BGG "Craiova") è stato dipinto con uno schema di colori a getto retrò, che rappresenta la prima livrea della compagnia aerea utilizzata negli anni '50 sui Lisunov Li-2.

### Dipartimento tecnico
La divisione tecnica della TAROM fornisce servizi di manutenzione per l'intera flotta della compagnia e per la flotta di altre compagnie nazionali ed internazionali. L'obiettivo del dipartimento tecnico di TAROM è quello di essere il migliore e il più efficiente, in termini di costi, fornitore di servizi di manutenzione per i Boeing 737, ATR 42 e ATR 72 nell'Europa centrale e orientale. I servizi forniti comprendono lavori di manutenzione straordinaria, lavori di manutenzione ordinaria e fornitura di pezzi di ricambio.
La principale attività di manutenzione viene svolta nell'hangar del dipartimento tecnico, costruito tra il 1969 e il 1972, con una superficie di 6.000 metri quadri e restaurato nel 2000 per rispettare pienamente gli standard dell'EASA (European Safety Aviation Agency) e della FAA (Federal Aviation Administration). L'hangar è attrezzato per eseguire tutti i tipi di ispezioni per la flotta di TAROM e il personale è qualificato e autorizzato per tutti i tipi di aeromobili della flotta. Le attività di manutenzione da 3 a 6 aeromobili, a seconda delle loro dimensioni, possono essere svolte contemporaneamente nell'hangar, che è dotato di un sistema MERO completo per l'attracco dei 737.
L'ufficio tecnico fornisce anche strutture di stoccaggio per pezzi di ricambio e materiali necessari per l'attività di manutenzione, spazi dedicati per prodotti chimici, strumenti speciali e apparecchiature di collaudo e spazi di quarantena. L'ufficio tecnico fornisce anche servizi di trasporto (imballaggio, preparazione di documenti, dogana) e servizi di accettazione (dogana, smontaggio e ispezione di ricevimento) per varie sostanze e attrezzature.

## Destinazioni
La compagnia aerea opera direttamente verso 50 destinazioni, compresi voli charter e servizi stagionali in 22 paesi in Europa, Medio Oriente e Nord Africa. I voli della compagnia aerea per gli Stati Uniti sono cessati nel 2003 e ora sono operati in base a un accordo di code-share con Air France tramite l'aeroporto di Parigi Charles de Gaulle.

### Accordi commerciali
Al 2022 TAROM ha accordi di code-share con le seguenti compagnie:
- Aegean Airlines
- Aeroflot
- airBaltic
- Air Europa
- Air France
- Air Serbia
- Austrian Airlines
- Brussels Airlines
- Bulgaria Air
- Czech Airlines
- ITA Airways
- KLM
- Middle East Airlines
- Royal Jordanian Airlines
- Turkish Airlines

### Alleanze
Nel 2006, TAROM sarebbe dovuta entrare a far parte di SkyTeam come membro affiliato (sponsorizzato da Alitalia), ma l'entrata nell'alleanza venne rinviata al 2008. Il 7 maggio di quell'anno, SkyTeam firmò un accordo di adesione con TAROM. Il 22 giugno 2010, SkyTeam ha annunciato di aver rinnovato il suo programma di adesione, rendendo così TAROM un futuro membro a pieno titolo dell'alleanza.
Il 25 giugno 2010, TAROM è entrata a far parte di SkyTeam.

## Flotta

### Flotta attuale

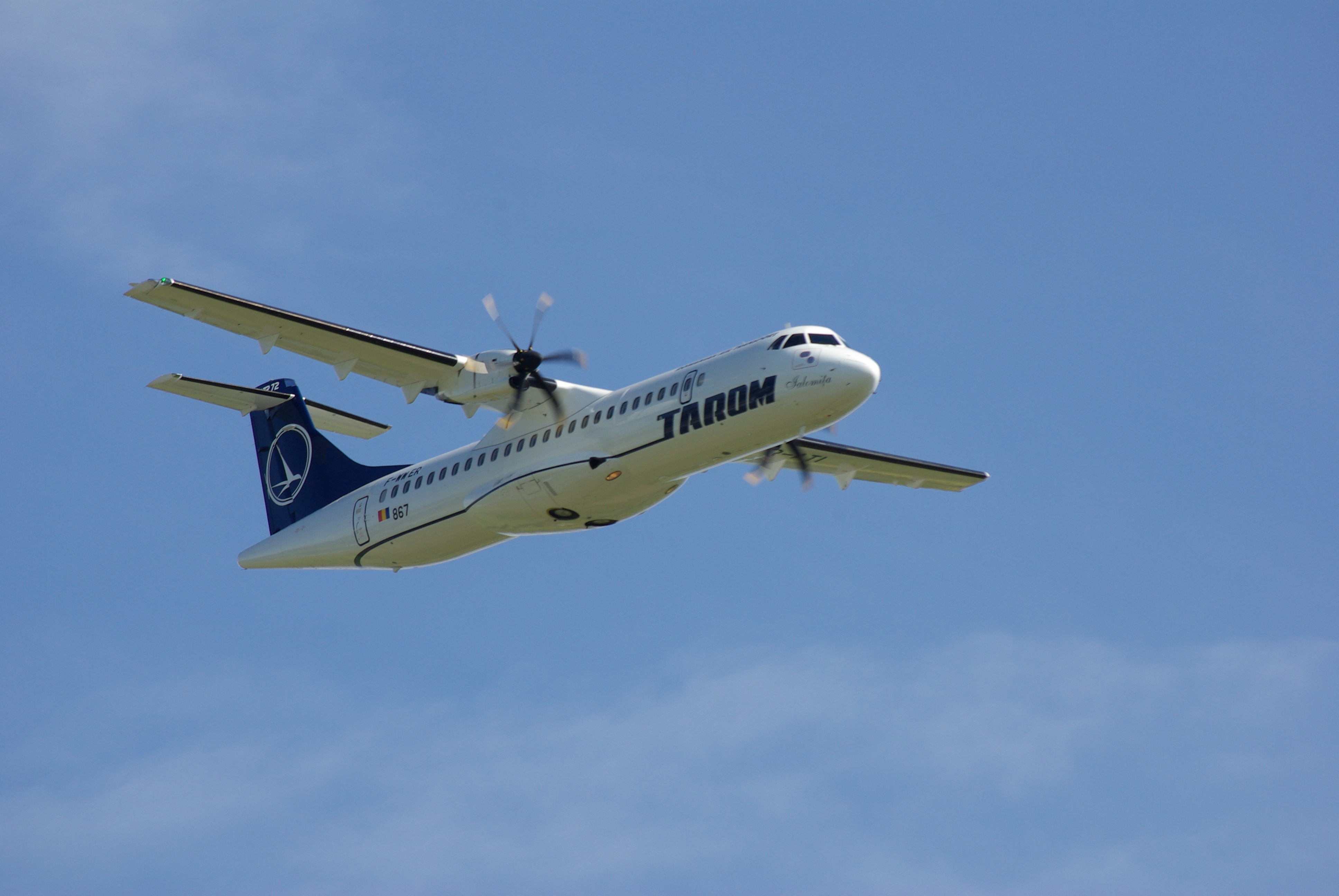
Un ATR 72-500.

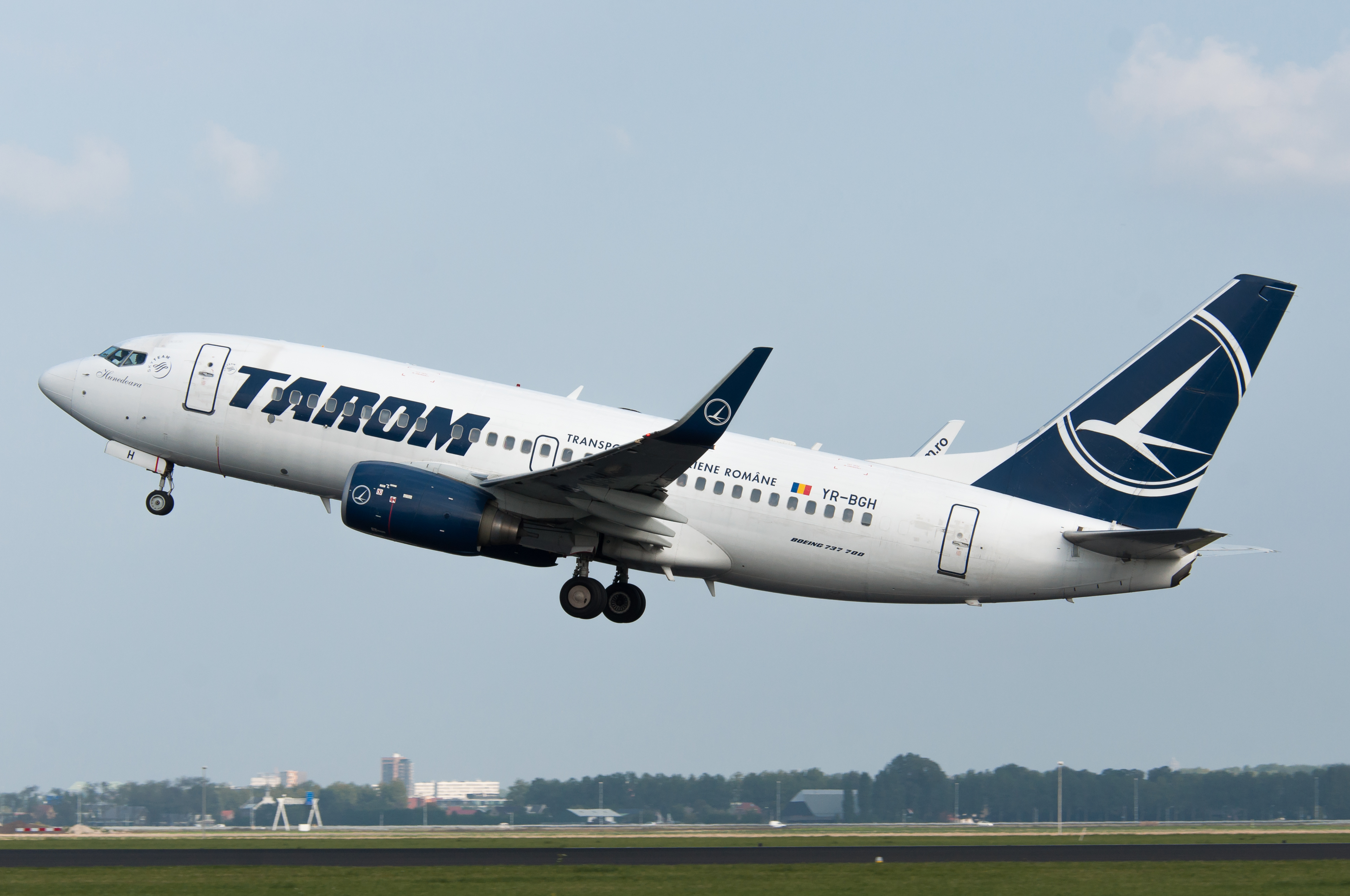
Un Boeing 737-700.

A maggio 2025 la flotta di TAROM è così composta:

### Sviluppo
TAROM aveva in programma di noleggiare tre wide body per riprendere le operazioni a lungo raggio verso Cina e Stati Uniti dopo il ritiro dei suoi Airbus A310. La richiesta di proposte (RFP) alle società di leasing è terminata il 31 agosto 2017; tuttavia, a maggio 2020 nessuna decisione era stata ancora resa pubblica.
TAROM ha accettato di noleggiare 9 ATR 72-600 da Nordic Aviation Capital, con consegne dall'ottobre 2019 fino al 2021. Sostituiranno gli attuali aeromobili ATR 42-500 e ATR 72-500. A dicembre 2023 firma un contratto di leasing per 7 Boeing 737MAX8 con consegne da agosto 2025.

### Flotta storica
TAROM operava in precedenza con i seguenti aeromobili:
- Airbus A310-300
- Airbus A318-100
- Antonov An-2
- Antonov An-24
- ATR 42-300
- ATR 42-500
- ATR 72-500
- BAC One-Eleven
- ROMBAC 1-11
- Boeing 707
- Boeing 737-300
- Boeing 737-500
- Ilyushin Il-14
- Ilyushin Il-18
- Ilyushin Il-62
- Lisunov Li-2
- McDonnell Douglas DC-10
- Mil Mi-4
- Tupolev Tu-154

## Incidenti
- Il 16 giugno 1963, un Ilyushin Il-14, marche YR-ILL, si schiantò vicino al villaggio di Békéssámson, in Ungheria. Tutti a bordo dell'aereo persero la vita.[38]
- Il 9 ottobre 1964, un Ilyushin Il-14, registrazione YR-ILB, operante un volo di linea da Timişoara a Bucarest si ruppe a mezz'aria e si schiantò 2 km a sud di Cugir, provocando la morte di tutti i 31 a bordo. L'aereo era finito in una forte corrente discendente; il pilota aveva tentato di mantenere l'altitudine, ma questo causò un sovraccarico e il cedimento della fusoliera.[39]
- Il 4 febbraio 1970, il volo TAROM 35, un Antonov An-24, registrazione YR-AMT, che operava un volo di linea da Bucarest a Oradea, colpì il fianco di una montagna nel gruppo montuoso di Vlădeasa, provocando la morte di 20 dei 21 a bordo. L'aereo aveva iniziato a scendere in condizioni di scarsa visibilità fino a quando non colpì le cime degli alberi su una montagna, dopodiché il pendio di una seconda montagna.[40]
- Il 7 dicembre 1970, un BAC One-Eleven, marche YR-BCA, precipitò durante un avvicinamento NDB a Costanza in condizioni meteorologiche pessime (nebbia).[41]
- Il 9 dicembre 1974, un Ilyushin Il-18D operato per conto della EgyptAir, marche YR-IMK, precipitò nel Mar Rosso poco dopo il decollo.[42]
- Il 7 agosto 1980, un Tupolev Tu-154B-1 immatricolato YR-TPH, operante un volo di linea internazionale dall'aeroporto di Bucarest Otopeni all'aeroporto di Nouadhibou, in Mauritania, precipitò in acqua a 300 metri dalla pista dell'aeroporto di Nouadhibou. L'equipaggio non aveva la pista in vista mentre scendeva al di sotto dell'altitudine minima di discesa di 90 metri. Una procedura di mancato avvicinamento venne avviata quando il pilota sentì il contatto con ciò che pensava fosse terra ma in realtà era acqua. Tutti i 152 passeggeri e 16 membri dell'equipaggio sopravvissero all'impatto, ma un passeggero subì un attacco di cuore e morì prima di poter essere salvato. La maggior parte dei passeggeri erano marinai che stavano per sostituire l'equipaggio di due navi rumene situate sulla costa mauritana. Molti passeggeri nuotarono fino a terra, mentre gli squali erano tenuti lontani dalle vibrazioni di un motore che aveva continuato a funzionare per alcune ore dopo lo schianto.[43]
- Il 5 settembre 1986, un Antonov An-24, marche YR-AMF, stava operando un volo di linea nazionale dall'aeroporto di Bucarest Băneasa all'aeroporto di Cluj. Il velivolo toccò terra prima con il carrello anteriore e i piloti ne persero il controllo. L'aereo andò fuori pista e prese fuoco, uccidendo tre membri dell'equipaggio che erano rimasti intrappolati nella cabina di pilotaggio. Gli altri due membri dell'equipaggio e tutti i cinquanta passeggeri sopravvissero.[44]
- Il 28 dicembre 1989, durante la rivoluzione rumena, un Antonov An-24 in volo da Bucarest a Belgrado, con a bordo il giornalista del Sunday Times Ian Henry Parry, fu abbattuto da un missile a Vișina, Dâmbovița. Tutte le persone a bordo (sei membri dell'equipaggio e il passeggero) morirono.[45]
- Il 31 marzo 1995, il volo Tarom 371, un Airbus A310-324, precipitò subito dopo il decollo, vicino a Balotești. Le cause dell'incidente furono individuate essere un difetto all'automanetta e un malessere del comandante, che lo aveva reso incosciente. Tutte le 60 persone a bordo rimasero uccise nello schianto.[46]
- Il 30 dicembre 2007, il volo Tarom 3107, un Boeing 737-300, colpì un'auto di servizio che stava effettuando lavori di riparazione su apparecchiature di illuminazione sulla pista dell'aeroporto Internazionale Henri Coandă di Otopeni, Romania. Non ci furono vittime.[47]